# UK (gruppo musicale)
Gli UK sono stati un gruppo progressive rock britannico attivo dal 1977 al 1980 e riunitosi occasionalmente tra il 2011 e il 2015.
Fondarono la band il cantante e bassista John Wetton e il batterista Bill Bruford, entrambi nei King Crimson dal 1972 al 1974. Le prime prove si svolsero in trio con Rick Wakeman ma la A&M Records, con cui l'ex tastierista degli Yes era sotto contratto, bloccò la collaborazione. I due decisero allora di scegliere ciascuno un musicista: Wetton chiamò il tastierista e violinista Eddie Jobson – con cui aveva suonato dal vivo nei Roxy Music e che aveva sostituito alcune parti di David Cross sull'album dal vivo U.S.A. dei King Crimson –  mentre Bruford invitò il chitarrista Allan Holdsworth, da lui conosciuto in un breve tour dei Gong di Pierre Moerlen e poi coinvolto nell'album Feels Good to Me, debutto della band Bruford da lui stesso fondata nel 1977.
Il quartetto pubblicò un solo album, nel 1978, intitolato semplicemente U.K. e tenne concerti negli Stati Uniti dopodiché Bruford e Holdsworth, allora più interessati all'improvvisazione, lasciarono il gruppo per proseguire con il progetto Bruford. Alcuni brani originariamente concepiti per UK in questo periodo – tra cui The Sahara of Snow, cofirmato da Jobson – avrebbero visto la luce proprio sull'album dei Bruford One of a Kind (1979).
Holdsworth non fu rimpiazzato, mentre a Bruford subentrò Terry Bozzio, come Jobson ex membro della band di Zappa. Anche il nuovo trio registrò soltanto un album in studio, intitolato Danger Money e pubblicato nel 1979, cui seguì lo stesso anno un tour in Giappone e il disco dal vivo Night After Night, contenente anche due tracce inedite, dopodiché nel 1980 la band si sciolse per divergenze musicali tra Jobson, più incline a brani strumentali, e Wetton che puntava invece alla forma canzone e alle classifiche. Subito dopo lo scoglimento, Jobson collaborò fra gli altri con Jethro Tull (A, 1980), Wetton fu tra i fondatori di Asia e Bozzio formò i Missing Persons con l'allora moglie Dale e altri due ex collaboratori di Zappa, il chitarrista Warren Cuccurullo ed il bassista Patrick O’Hearn.
Tra il 2011 e il 2015 Jobson e Wetton tornarono ad esibirsi occasionalmente come UK con il chitarrista austriaco Alex Machacek; nel ruolo di batterista si avvicendarono negli anni Marco Minnemann, Virgil Donati, Gary Husband e Mike Mangini. Wetton morì per un tumore nel 2017.

## Discografia

### Album in studio
- 1978 – U.K.
- 1979 – Danger Money

### Raccolte
- 1979 – Night After Night
- 1999 – Concert Classics, Vol. 4

## Formazione

### Ultima
- Eddie Jobson – tastiere, violino (1977-1980; 2011-2015)
- John Wetton – voce, basso (1977-1980; 2011-2015)
- Virgil Donati – batteria (2013-2015)
- Alex Machacek – chitarra (2011-2015)

### Membri precedenti
- Bill Bruford – batteria (1977-1978)
- Terry Bozzio – batteria (1979-1980)
- Allan Holdsworth – chitarra (1977-1978)
- Marco Minnemann – batteria (2011-2013)